# Vườn quốc gia hang Mammoth
Vườn quốc gia hang Mammoth là vườn quốc gia nằm ở trung tâm tiểu bang Kentucky của Hoa Kỳ. Nó bao gồm các phần của hang Mammoth, được biết đến là hệ thống hang động dài nhất trên thế giới. Tên gọi chính thức của hệ thống này là Hệ thống hang động mạch núi Mammoth-Flint (Mammoth-Flint Ridge Cave System) do có những mạch núi hình thành bên dưới hang. Nó được thành lập như là vườn quốc gia vào ngày 1 tháng 7 năm 1941 được UNESCO công nhân là Di sản thế giới vào ngày 27 tháng 10 năm 1981, và khu dự trữ sinh quyển thế giới từ ngày 26 tháng 9 năm 1990.
Vườn quốc gia có diện tích 52,830 mẫu Anh (21,380 ha) chủ yếu nằm ở quận Edmonson, và các khu vực nhỏ mở rộng về phía đông sang các quận Hart, và Barren. Sông Green chảy qua vườn quốc gia, với một chi lưu là sông Nolin đổ vào sông Green ngay bên trong vườn quốc gia. Đây là hệ thống hang dài nhất thế giới với 400 dặm (640 km) đã được khảo sát, dài gấp đôi hệ thống hang động dài thứ hai là hệ thống hang động ngầm dưới nước Sistema Sac Actun.

## Lịch sử
Câu chuyện về loài người có liên quan đến hang Mammoth kéo dài sáu nghìn năm. Một số bộ hài cốt của người Mỹ bản địa đã được khải quật tại đây cùng nhiều hang động khác trong khu vực gần đó vào thế kỷ 19 và 20. Hầu hết các xác ướp là quá trình chôn cất có chủ ý với nhiều bằng chứng về nghi thức tang lễ thời kỳ tiền Colombo.
Một ngoại lệ đối với việc chôn cất có chủ đích đã được phát hiện vào năm 1935, hài cốt của một người đàn ông trưởng thành được phát hiện dưới một tảng đá lớn. Tảng đá đã đè lên nạn nhân, một người khai thác thời kỳ tiền Colombo. Phần còn lại của nạn nhân được đặt tên là "Lost John" và được trưng bày cho công chúng vào những năm 1970, trước khi được chôn cất tại một địa điểm bí mật trong hang Mammoth vì lý do bảo tồn cũng như sự nhạy cảm chính trị mới nổi đối với việc công khai về người bản xứ Mỹ.

## Sinh thái học
Đây là nơi sinh sống của loài Dơi trong hang động gồm Dơi Indiana, Dơi xám, Dơi nâu nhỏ, Dơi nâu lớn, Dơi ba màu và cả loài Dơi chân nhỏ phía Đông quý hiếm đã từng có 9–12 triệu con trong quá khứ nhưng giờ chỉ còn không quá vài nghìn con.